# Чернявский, Олег Фёдорович
Оле́г Фёдорович Черня́вский (6 июня 1938, Первомайск, Николаевская область, УССР, СССР) — советский и российский учёный, доктор технических наук (1981), профессор, академик Международной АН высшей школы, член Американского общества инженеров-механиков и член программы «Партнёрство».

## Биография
Родился 16 июня 1938 года в Первомайске Николаевской области УССР. Поступил в Казанский авиационный институт, окончив его в 1961 году. Работал в Сызрани и Челябинске.
С сентября 1964 года преподаёт в Челябинском политехническом институте (ЧПИ). В 1969 году защитил кандидатскую диссертацию, а в 1981 году — докторскую диссертацию на тему «Анализ предельных состояний конструкций при циклических тепловых механических воздействиях». С 1971 года доцент кафедры сопротивления материалов, с 1988 года — заведующий этой кафедрой. С 1983 года — профессор.

## Научная деятельность
Сфера научных интересов — прочность и долговечность высоконагруженных конструкций.
Научный руководитель 7 кандидатов наук.
Опубликовал более 230 научных работ (из них 11 монографий).

## Признание и награды[1]
- Памятная медаль Федерации космонавтики России им. академика С. П. Королёва;
- медаль «За заслуги перед Отечеством» 2-й степени (2006);
- Заслуженный деятель науки Российской Федерации (1993).